# Hyperplatys griseomaculata
Hyperplatys griseomaculata är en skalbaggsart som beskrevs av Fisher 1926. Hyperplatys griseomaculata ingår i släktet Hyperplatys och familjen långhorningar. Inga underarter finns listade i Catalogue of Life.